# (500577) 2012 UR82
(500577) 2012 UR82 es un asteroide perteneciente al cinturón de asteroides descubierto el 28 de julio de 2011 por el equipo del Pan-STARRS desde el Observatorio de Haleakala, Hawái, Estados Unidos.

## Designación y nombre
Designado provisionalmente como 2012 UR82.

## Características orbitales
2012 UR82 está situado a una distancia media del Sol de 3,119 ua, pudiendo alejarse hasta 3,372 ua y acercarse hasta 2,865 ua. Su excentricidad es 0,081 y la inclinación orbital 7,927 grados. Emplea 2012,23 días en completar una órbita alrededor del Sol.

## Características físicas
La magnitud absoluta de 2012 UR82 es 15,8. 